# 2014 FX71
2014 FX71 est un membre du disque des objets épars, mais qui serait en résonance 1:3 avec Neptune

## Caractéristiques
2014 FX71 mesure environ 250 kilomètres de diamètre.